# حصار سبتة (1694–1727)
حصار سبتة ، المعروف أيضًا باسم حصار الثلاثين عامًا ،  كان عبارة عن سلسلة من الحصارات التي فرضتها القوات المخزنية على مدينة سبتة. بدأ الحصار الأول في 23 أكتوبر 1694 وانتهى عام 1720 عندما وصلت تعزيزات إسبانية.  خلال 26 عامًا من الحصار الأول، شهدت المدينة تغييرات أدت إلى فقدان طابعها البرتغالي . بينما جرت معظم العمليات العسكرية حول أسوار المدينة (بالإسبانية: Murallas Reales)‏، وكانت هناك أيضًا اختراقات محدودة النطاق للقوات الإسبانية في نقاط مختلفة على الساحل المغربي، وحجزها لسفن على مضيق جبل طارق . حوصرت المدينة مرة ثانية عام 1721 حتى 22 أبريل 1727. وبذلك يعتبر حصار سبتة أطول حصار في التاريخ.

## خلفية
سقطت سبتة بأيدٍ البرتغاليين سنة 1415، وظلت في أيديهم إلى أن تفكك الاتحاد الإيبيري، حيث ضمتها إسبانيا إلى ممتلكاتها، وكان إسماعيل الذي نجح في إنشاء دولة جديدة قادرة على تحدي القوى الأوروبية في شمال إفريقيا. ففتحت قواته مدن المهدية وطنجة والعرائش وأصيلة لديه رغبة قوية استرداد هذه المدينة الحصينة ، كما أن الفقهاء والعلماء حثوه على ذلك وأبرز من خاطبه العلامة سيدي عبد السلام جسوس الفاسي إذ نظم القصيدة الآتية:

## الحصار

### الحصار الأول
بعد ضم المنطقة المتاخمة لسبتة، بدأت قوات السلطان في تشييد المباني وزراعة الأرض لإعالة أنفسهم. وبناءً على ذلك، طلب حاكم سبتة المساعدة من محكمة مدريد. أُرسلت قوات من المدن الأندلسية ومن البرتغال . أدى وصول البرتغاليين إلى احتكاك مع السكان المحليين. وبما أن سبتة كانت في أيدي البرتغاليين قبل بضعة عقود، فقد كانت نواياهم موضع شك. واعتبر وجود هذه القوات بمثابة محاولة لاسترجاع سيادتهم على المدينة. فسُحبت القوات البرتغالية دون الانخراط في القتال.
خلال هذه الفترة، كان هناك قصف متكرر ومكاسب وخسائر في المواقع حول أسوار المدينة. في يوليو 1695، أثناء الضباب الكثيف - الشائع في سبتة في الصيف - قامت القوات المغربية بهجوم مفاجئ على الإسبان أثناء تغيير الحراسة. استولى المحاصرون على الساحة المركزية ( بلازا دي أرماس ) . 

### الاستيلاء على جبل طارق
وفي عام 1704، احتلت القوات الإنجليزية والهولندية جبل طارق . كانت هذه ضربة قاسية لإسبان بسبتة، حيث كان جبل طارق طريق الإمداد الرئيسي من شبه الجزيرة .  وكانت الاتصالات عبر طريفة صعبة بسبب الرياح القوية في مضيق جبل طارق. بينما تعذر الوصول إلى المدن الإسبانية المجاورة الأخرى بسبب مشاركتها في حرب الخلافة الإسبانية .
في 7 أغسطس من ذلك العام، أرسل الأمير جورج أمير هيسن دارمشتات خوان باسيت (قائد عسكري إسباني يدعم مرشح هابسبورغ الأرشيدوق تشارلز النمسا كخليفة للعرش الإسباني) إلى سبتة مع جزء من الأسطول الأنجلو هولندي، داعياً المدينة للاستسلام باسم الأرشيدوق مع الوعد بانتهاء الحصار بعد ذلك. رفض المركيز جيرونيلا حاكم المدينة والسكان الاستسلام للإنجليز. وقاموا بتعزيز شبه جزيرة ألمينا لمنع أي قصف من قبل الأسطول. لم يحدث أي هجوم إنجليزي، حيث حول الأسطول لمواجهة الأسطول الفرنسي الإسباني ( معركة مالقة ) الذي كان يهدف إلى استعادة جبل طارق.
بمجرد أن أصبح جبل طارق في أيدي الإنجليز، أصبح مصدر إمداد للقوات المحاصرة.

### وصول ماركيز ليد

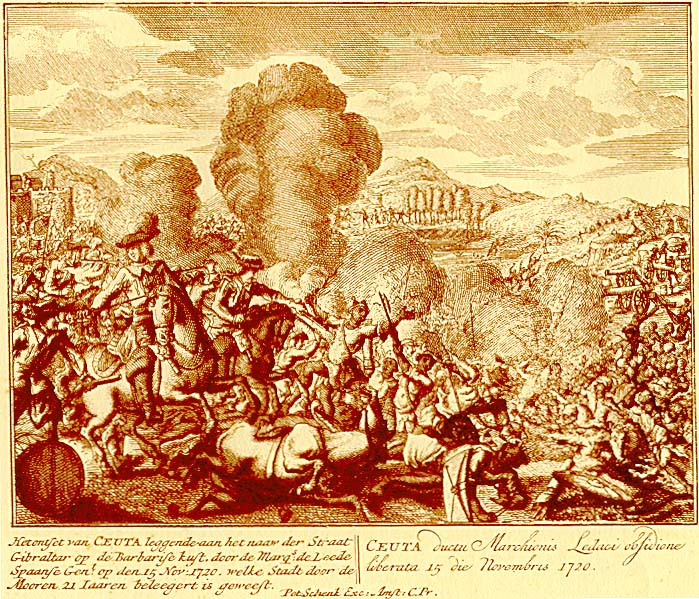
الماركيز ليدي يوجه الهجوم على المحاصرين.

خلال السنوات التالية، استمر الحصار دون تغيير يذكر حتى وصول 16000 جندي في عام 1720 تحت قيادة ماركيز ليديه . كانت هذه القوات عائدة من حرب التحالف الرباعي ، والتي لم تحقق النتائج التي كان الإسبان يأملون فيها. وبعد خسارة كل الأراضي الإسبانية في إيطاليا ، أصبحت سبتة الموقع الاستراتيجي الوحيد لإسبانيا في البحر الأبيض المتوسط .لذا أطلق المركيز حملة ضد المحاصرين الذين انسحبوا إلى تطوان . ومع ذلك، عند تفشي الطاعون بعد بضعة أشهر في عام 1721، قرر المركيز مغادرة المدينة والانسحاب.

### الحصار الثاني
وبعد رحيل المركيز، استعاد الجيش المغربي زمام المبادرة على الفور.  وقع حصار آخر وعدة معارك أخرى من عام 1721 حتى وفاة المولى إسماعيل عام 1727 إذ اندلعت الحرب على العرش بين أبناء السلطان. في 22 أبريل، أكدت بعثة استطلاعية من انسحاب القوات المحاصرة. 

## تداعيات الحصار
خلال الحصار، دُمرت العديد من المباني وكان لا بد من إعادة بنائها. اكتظ حي الميناء، الذي كان غير مأهول تقريبًا حتى بداية الحصار، بالسكان. ومن بين النتائج الأكثر أهمية هو اختفاء العنصر البرتغالي: حيث استبدلا اللغة والعملة البرتغالية باللغة والعملة الإسبانية .  وقد ساعد في هذه العملية رحيل العديد من العائلات الهاربة من الحصار الطويل والجنود الأندلسيين بشكل أساسي الذين أرسلوا للدفاع عن المدينة وغيرهم ممن استحسنوا العيش بالمدينة.

وسبب فشل الحصار عدة أسباب: أبرزها عجز تقني يثمثل في عدم التوفر على أسطول بحري قادر على عزل المدينة عن مصادر تموينها فسبتة قريبة من الساحل الإسباني  وهذا ما عبر عنه عبد الله بن عائشة سفير المغرب لدى فرنسا: 
إضافة إلى عدم تحمس الجيش الريفي لفتحها لكي لا يكلفهم السلطان بتحرير البريجة البعيدة عن أهلم وذويهم وثقل مشقة السفر إليها ، زيادة إلى خيانة البعض باطلاع إسبانيا على الخطط العسكرية،  وانشغال السلطان بإخماد ثورات القبائل وأبنائه.

### معلومات المنشورات كاملة
- Henri de Castries (1909), Les sources inédites de l'histoire du Maroc (بالفرنسية), Paris: Ernest Leroux, OCLC:492707611, QID:Q125549388
- إبراهيم حركات (1978)، المغرب عبر التاريخ: عرض لأحداث المغرب وتطوراته في الميادين السياسية والدينية والاجتماعية والعمرانية والفكرية منذ ما قبل الإسلام إلى العصر الحاضر (ط. 1)، الدار البيضاء: دار الرشاد، OCLC:4770532551، QID:Q125566732
- أبو القاسم الزياني (1992)، البستان الظريف في دولة أولاد مولاي الشريف: من النشأة إلى نهاية عهد سيدي محمد بن عبد الله، الرشيدية: مطبعة المعارف، ج. 1، OCLC:35085250، QID:Q125941954
- محمد جادور (2011). مؤسسة المخزن في تاريخ المغرب. سلسلة أبحاث (4). الدار البيضاء: مؤسسة الملك عبد العزيز آل سعود. ISBN:978-9954-0-3604-4. OCLC:811245816. OL:31060571M. QID:Q125543588.
- جرجور محمد؛ بخوش حسين (2017)، المغرب الأقصى في عهد المولى اسماعيل 1672- 1727 (PDF)، إشراف: مصطفى بن حادة، جامعة ابن خلدون، QID:Q126823586